# Vítězná
Vítězná  in Tschechien ist eine Gemeinde mit zirka 1325 Einwohnern. Sie liegt im Les Království (Königreichwald) auf einer Höhe von 498 m und hat eine Fläche von 24,74 km².

## Geschichte
Die erste urkundliche Erwähnung betrifft den Ortsteil Koclerstorf, der 1360 erstmals erwähnt wurde.
Nach der Ablösung der Patrimonialherrschaften zur Mitte des 19. Jahrhunderts bildeten die Dörfer Weiberkränke, Neu Rettendorf, Neu Koken und Neu Söberle die Gemeinde Königreich I/Království I. Hegerbusch und Oberdöberney bildeten die Gemeinde Königreich II/Království II.
Nach dem Ende des Zweiten Weltkriegs wurden diese Gemeinden aufgelöst und neue Verwaltungsstrukturen geschaffen.

## Gemeindegliederung
Zu Vítězná gehören die Ortsteile Bukovina (Bukowina), Hájemství (Hegerbusch), Huntířov (Güntersdorf), Kocléřov (Koclerstorf 1360, Ketzelsdorf mit St. Wenzel (Kocléřov)), Komárov (Komar, Kommar), Nové Záboří (Neu Söberle, Neukränke) und Záboří (Söberle).